# Панлевкопения
Панлевкопения (Feline panleukopenia) известна още като Котешка чума, е заболяване при представителите на семейство Котки. Причинява се от парвовирус, близък в антигенно отношение с вируса, причиняващ парвовирусната инфекция при кучетата.

## Етиология
Вирусът на панлевкопенията притежава едноверижна ДНК и е с диаметър 20 – 25 nm. В антигенно отношение е родствен с вирусите, причиняващи парвовироза при кучетата и вирусния ентерит при норките.

## Епизоотология
Източник на инфекцията са болни и преболедували животни, които продължават да бъдат вирусоносители. Заразяването е алиментарно при поглъщане на изпражнения и секрети, отделени от болни котки. Засягат се млади организми.

## Патогенеза
Вирусът атакува клетките на лигавицата от храносмилателния тракт.

## Клинични признаци
Инкубационният период е между 3 до 12 дена. Признаците са съпроводени с треска, респираторни признаци и диария, която често е примесена с кръв. Загубата на левкоцити (левкопения) в кръвта води до анемия, отслабване на организма, омърлушеност и липса на апетит, повръщане. Засяга се сърдечната дейност, организмът бързо губи течности. Смъртността е висока – до 90 %.

## Поставяне на диагноза
Поради факта, че симптомите на това заболяване често се припокриват с други, диагностицирането е трудно. Най-често може да се обърка с котешка левкемия. С провеждане на ехография би могло да се установи задебеляване на червата. Анализ на симптоматиката, заедно с лабораторни изследвания на урина са най-точния метод. В урината може да бъде открит парвовирусът, отговорен за болестта Панлевкопения  .

## Лечение на Панлевкопения
До момента няма точно и ефикасно средство за лечение на това заболяване. Прилагат се общоукрепващи средства с цел да се облекчат симптомите. Температуропонижаващи лекарства, както и такива срещу диария и повръщане. В първите 12 часа от настъпване на болестта не се дават храна и вода на котката, за да се предпази стомахът. Прилагането на антибиотици се прави с цел да се предовратят евентуални вторични инфекции. Накратко казано, организмът на котката трябва да успее сам да се справи. Именно затова е толкова висока смъртността.